# Hyliotas
Die Hyliotas (Hyliota) sind eine vier Arten umfassende Gattung afrikanischer Singvögel, die eine eigene monotypische Familie, die Hylotidae, bilden.

## Merkmale
Es handelt sich bei den Hyliotas um kleine Vögel mit einem bräunlichen oder schwärzlichen, glänzenden Rücken, einer gelben oder weißlichen Bauchseite und, bei den meisten Arten, mit einem weißen Streifen auf den dunklen Flügeln. Sitzend nehmen diese Vögel eine relativ waagerechte Position ein. Die Flügel sind mittellang, der Schwanz ist kurz. Der Kopf ist mittelgroß, der Hals ist kurz und dick. Der Schnabel ist mittellang, gerade und kräftig. Weibchen sind dunkler gefärbt als die Männchen und der Rücken ist eher dunkelbraun als schwarz glänzend.

## Lebensraum und Lebensweise
Hylotias kommen in offenen, mit Akazien bestandenen Wäldern, in Savannen und in vom Menschen beeinflussten Habitaten vor. Sie ernähren sich von Insekten und deren Eiern. Ihre Nahrung suchen sie einzeln, paarweise oder in kleinen, oft mit anderen Arten gemischten Trupps meist hoch in den Bäumen. Besonders gern werden blühende oder Früchte tragende Bäume aufgesucht. Ihre Nahrung finden sie auf Blättern oder auf kleinen Zweigen und hängen bei der Futtersuche oft kopfüber. Auch im Flug werden Insekten gefangen. Über die Brutbiologie der Hylotias ist nur wenig bekannt. Wahrscheinlich sind sie monogam und beide Eltern kümmern sich um Nestbau, das Brüten und das Füttern der Jungen. Das Nest ist napfförmig und wird aus Pflanzenstängeln, kleinen Wurzeln, Moos, Flechten und anderem pflanzlichen Material erbaut. Das Gelege umfasst in der Regel zwei bis vier Eier. Brutdauer und Nestlingsdauer sind bisher nicht bekannt.

## Systematik
Die Gattung Hylotia wurde im Jahr 1837 durch den englischen Ornithologen William Swainson erstmals wissenschaftlich beschrieben und früher den Grasmückenartigen zugeordnet (Sylviidae „sensu lato“: heute etwa der Überfamilie Sylvioidea entsprechend). Phylogenetische Untersuchungen ergaben jedoch, dass sie nicht sehr nah mit den Grasmückenartigen  verwandt sind, sondern eine alte evolutionäre Linie bilden, die sich früh nah der Basis der größeren Gruppe der Grasmückenverwandten (Sylviida) abgespalten hat. Für die Gattung wurde deshalb eine eigenständige, monotypische Familie eingeführt, die Hylotidae. Genauere phylogenetische Untersuchungen haben gezeigt, dass die Hylotias eng mit den Elfenschnäppern (Stenostiridae) verwandt sind. Die Vermutung, dass sie auch näher mit den Meisen (Paridae) und Beutelmeisen (Remizidae) verwandt sind, wird durch neuere Untersuchungen dagegen nicht bestätigt.
Die  beiden Familien Stenostiridae und Hyliotidae scheinen vielmehr eine basale Klade innerhalb der Sylviida zu bilden, deren Schwestergruppe nicht die Paroidea sind, sondern alle anderen Sylviida.

## Arten
- Mashonalandhyliota (Hyliota australis)
- Gelbbauchhyliota (Hyliota flavigaster)
- Usambarahyliota (Hyliota usambara)
- Violettmantelhyliota (Hyliota violacea)

## Belege
1. 1 2 3  David W. Winkler, Shawn M. Billerman, Irby J. Lovette: Bird Families of the World: A Guide to the Spectacular Diversity of Birds. Lynx Edicions, Barcelona 2015, ISBN 978-84-941892-0-3, S. 406.
2. ↑  Jon Fjeldså: Appendix 2: Hyliotidae Fam. nov. In: Edward C. Dickinson, Leslie Christidis, James Van Remsen (Hrsg.): The Howard and Moore complete checklist of the birds of the world: Passerines. 4. Auflage. Band 2. Aves Press, Eastbourne 2014, ISBN 978-0-9568611-2-2, S. 637.
3. ↑  Jérôme Fuchs, Jon Fjeldså, Rauri C. K. Bowie, Gary Voelker, Eric Pasquet: The African warbler genus Hyliota as a lost lineage in the Oscine songbird tree: Molecular support for an African origin of the Passerida. In: Molecular Phylogenetics and Evolution. Band 39, Nr. 1, 2006, S. 186–197, doi:10.1016/j.ympev.2005.07.020.
4. ↑  C. H. Oliveros et al.: Earth history and the passerine superradiation. In: Proceedings of the National Academy of Sciences of the United States. Band 116, Nr. 16, 2019, S. 7916–7925, doi:10.1073/pnas.1813206116, PMID 30936315, PMC 6475423 (freier Volltext).